# Wojskowa Specjalistyczna Przychodnia Lekarska SP ZOZ w Stargardzie
Wojskowa Specjalistyczna Przychodnia Lekarska Samodzielny Publiczny Zakład Opieki Zdrowotnej w Stargardzie – wojskowa przychodnia specjalistyczna w Stargardzie, przy al. Żołnierza 37. Została oddana do użytku w 2000 r., z celem udzielanie świadczeń zdrowotnych, promocji zdrowia oraz realizacji zadań zleconych przez ministra obrony narodowej, organ założycielski MON.

## Historia

### Formowanie, zarządzenia, funkcjonowanie
1 stycznia 2000 roku 12 Batalion Medyczny–Wojskowa Specjalistyczna Przychodnia Lekarska został przeformowany w 12 Batalion Medyczny, pozostający w strukturze 12 DZ pod tym samym numerem (JW 4421). Wraz z rozformowaniem 12 Batalionu Medycznego-Wojskowa Specjalistyczna Przychodnia Lekarska, na podstawie zarządzenia Ministra Obrony Narodowej Nr 43/MON w sprawie utworzenia samodzielnych publicznych zakładów opieki zdrowotnej, powstała Wojskowa Specjalistyczna Przychodnia Lekarska, która na podstawie zarządzenia Nr 4/MON z dnia 20 marca 2000 została przekształcona w Wojskową Specjalistyczną Przychodnię Lekarską Samodzielny Publiczny Zakład Opieki Zdrowotnej w Stargardzie Szczecińskim przy al. Żołnierza 37. Mieściła się w obrębie kompleksu wojskowego białe koszary, będąc samodzielnym podmiotem utworzonym przez Ministerstwo Obrony Narodowej.
W 2000 roku dyrektorem został Leszek Haus, który kierował Przychodnią przy pomocy: głównego księgowego, pielęgniarki koordynującej, kierowników komórek organizacyjnych, Rady Społecznej. W początkowych latach istnienia oprócz dziennej działalności w poradniach, funkcjonowała także całodobowa opieka zdrowotna, poza tym została zainstalowana w skrzydle przychodni winda dla niepełnosprawnych, zorganizowano miejsca parkingowe przystosowane dla pojazdów niepełnosprawnych. W przychodni działała komisja lekarska powiatowego zespołu do spraw orzekania o niepełnosprawności. W 2010 przychodnia obchodziła 10-lecie i dalej funkcjonowała pod nadzorem szefa Inspektoratu Wojskowej Służby Zdrowia – Szefa Służby Zdrowia Wojska Polskiego. W 2011 przychodnia zaprzestała, po wprowadzeniu przez Narodowy Fundusz Zdrowia zmian zasad świadczeń oraz wytycznych Inspektoratu Wojskowej Służby Zdrowia, działalności opieki medycznej w dni wolne od pracy oraz w godzinach nocnych. W tym samym roku w budynku przychodni rozpoczęło działanie ambulatorium, będące samodzielnym podmiotem 15 WOG. W 2012 na podstawie zarządzenia Nr 102/MON z dnia 30 sierpnia 2012 r. nadano statut Wojskowej Specjalistycznej Przychodni Lekarskiej Samodzielnemu Zakładowi Opieki Zdrowotnej w Stargardzie Szczecińskim podporządkowanej pod Inspektorat Wojskowej Służby Zdrowia.
W 2016 odszedł na emeryturę dyrektor Leszek Haus. W tym samym roku został rozpisany konkurs przez Departament Wojskowej Służby Zdrowia MON na stanowisko dyrektora WSP SP ZOZ w Stargardzie, którym została mgr Jadwiga Szklarska. Organem sprawującym nadzór jest dyrektor departamentu wojskowej służby zdrowia – szef służby zdrowia Wojska Polskiego. Zadaniem przychodni było i jest udzielanie świadczeń zdrowotnych, promocja zdrowia oraz realizacja zadań zleconych przez ministra obrony narodowej. W 2016 została przeprowadzona termomodernizacja budynku przychodni, zmodernizowano także w 2017 wejście pochylnię dla niepełnosprawnych. W lutym 2018 gabinet chirurgii ogólnej został wyposażony w nowy aparat zabiegowy rektoskop typ BOB R-OM. W tym samym miesiącu do gabinetu Podstawowej Opieki Zdrowotnej został zakupiony holter ciśnieniowy WATCHBP03 AFIB z funkcją wykrywania migotania przedsionków. W marcu 2018 do zespołu lekarzy POZ dołączył lekarz specjalista medycyny rodzinnej i chorób wewnętrznych. We wrześniu 2018 został powołany pełnomocnik ds. praw pacjenta w Wojskowej Specjalistycznej Przychodni Lekarskiej Samodzielnego Publicznego Zakładu Opieki Zdrowotnej w Stargardzie. Wykonano modernizację budynku z dostosowaniem do ochrony przeciwpożarowej (instalacja hydrantowa, instalacja sygnalizacyjna przeciwpożarowa, instalacja elektryczna, oddymianie, wykonanie stref pożarowych z klatek schodowych, montaż oświetlenia ewakuacyjnego). 
23 października 2018 z okazji 100 rocznicy odzyskania niepodległości Rzeczypospolitej Polskiej oraz 100 lat odrodzenia Wojskowej Służby Zdrowia w Wojskowej Specjalistycznej Przychodni Lekarskiej Samodzielnym Publicznym Zakładzie Opieki Zdrowotnej w Stargardzie odbyło się uroczyste posadzenie Dębu Pamięci. W 2019 roku w poradni okulistycznej rozpoczął funkcjonowanie nowy aparat do przeprowadzania badań OCT (tomografii dna oka). Poza tym został zakupiony nowoczesny mobilny aparat USG. 
W 2020 Wojskowa Specjalistyczna Przychodnia Lekarska Samodzielny Publiczny Zakład Opieki Zdrowotnej w Stargardzie obchodziła 20-lecie. W 2022 roku w wyniku przeprowadzonego konkursu dyrektorem WSP SP ZOZ w Stargardzie został Mariusz Szymkowicz. 27 maja 2023 Wojskowa Specjalistyczna Przychodnia Lekarska w Stargardzie zorganizowała Białą Sobotę w plenerze podczas której między innymi rozstrzygnięto konkurs plastyczny „Dbam o Zdrowie” dla dzieci szkół podstawowych miasta i gminy Stargard zakończony wręczeniem nagród dla uczestników przez dyrektora placówki Mariusza Szymkowicza. Badania profilaktyczne, porady dietetyka, psychologa i kurs pierwszej pomocy były połączone z festynem rodzinnym promującym zdrowy tryb życia.

### Struktura organizacyjna
W 2019 Wojskowa Specjalistyczna Przychodnia Lekarska miała strukturę:
- dyrektor, zastępca ds. lecznictwa
  - administracja
  - rejestracja
  - POZ
    - opieka lekarska POZ
    - opieka pielęgniarska
    - gabinet zabiegowy POZ
    - punkt szczepień POZ

  - ambulatoryjna opieka specjalistyczna
    - poradnia neurologiczna
    - poradnia chirurgii ogólnej
    - poradnia otolaryngologiczna
    - poradnia ginekologiczno-położnicza
    - poradnia dermatologii i wenerologii
    - poradnia urazowo-ortopedyczna
    - poradnia okulistyczna
    - poradnia stomatologiczna
    - poradnia medycyny pracy
    - poradnia zdrowia psychicznego

  - diagnostyka
    - pracownia RTG
    - pracownia USG
    - pracownia EKG
    - laboratorium
- apteka

## Forma prawna
Podstawą prawną działania WSPL SP ZOZ jest Zarządzenie Nr 4/MON z dnia 20 marca 2000.

## Dyrektorzy
- Leszek Haus (2000–2016)
- Jadwiga Szklarska (2016–2022)
- Mariusz Szymkowicz (2022–obecnie)[10][7]

## Przekształcenia
1. 12 Batalion Medyczny (JW 4421) w Stargardzie Szczecińskim (2000-2007) ↘ przeformowany w 2000
2. Wojskowa Specjalistyczna Przychodnia Lekarska (2000-2000) ↘ przeformowana w 2000
3. → Wojskowa Specjalistyczna Przychodnia Lekarska Samodzielny Publiczny Zakład Opieki Zdrowotnej w Stargardzie Szczecińskim (2000-2015) ↘
4. → Wojskowa Specjalistyczna Przychodnia Lekarska Samodzielny Publiczny Zakład Opieki Zdrowotnej w Stargardzie (2016-obecnie)